# Anacroneuria marshalli
Anacroneuria marshalli är en bäcksländeart som beskrevs av Bill P.Stark 2007. Anacroneuria marshalli ingår i släktet Anacroneuria och familjen jättebäcksländor. Inga underarter finns listade i Catalogue of Life.